# Список керівників держав 1310 року
Список керівників держав 1310 року — це перелік правителів країн світу 1310 року.
Список керівників держав 1309 року — 1310 рік — Список керівників держав 1311 року — Список керівників держав за роками

## Європа
- Англія
  - Король Англії — Едуард II (1307—1327)
- Балканський півострів
  - Візантійська імперія — Андронік II Палеолог (1282—1328)
  - Албанське королівство — Філіп I Тарентський (1294—1331)
  - Аргос і Нафпліон (сеньйорія) — Готьє V де Брієнн (1308—1311)
  - Аркадія (баронія) — Вілен II д'Оне (1297? — 1337?)
  - Герцогство Архіпелагу — Гульєльмо I Санудо (1303—1323)
  - Афінське герцогство — Готьє V де Брієнн (1308—1311)
  - Ахейське князівство — Філіп I Тарентський (1307—1313)
  - Друге Болгарське царство — Феодор Святослав Тертер (1300—1322)
  - Видинське царство — Шишман I (1276—1313)
  - Боснійський банат — Павло I Шубич (1302—1312)
  - Волощина — воєвода (згодом господар) Басараб I (1310—1352)
  - Епірський деспотат — Фома I Комнін Дука (1297—1318)
  - Зета (держава) — Стефан Урош III (1299? — 1309; 1309—1321)
  - Пфальцграфство Кефалонії та Закінфу — Джованні I Орсіні (1304—1317)
  - Кіпрське королівство — Генріх II (1285—1324)
  - Берат (князівство) — Андреа I Музака (1281—1319)
  - Перше Сербське королівство; король Стефан Милутин (1282—1321)
  - Графство Салона (Lordship of Salona) — Томас III д'Отременкур (1294—1311)
  - Сеньйорія Хіоса — Палеолого Дзаккарія (1307—1314)
- Балтія
  - Дерптське єпископство — Дитріх II Фюсгузен (1302—1312)
  - Езель-Вікське єпископство — вакансія до 1312
  - Курляндське єпископство — Бурхард (1300—1311)
  - Лівонський орден — ландмейстер — Герхард фон Йорк (1309—1322)
  - Ризьке архієпископство — Фрідріх фон Пернштейн (1304—1341)
  - Держава Тевтонського ордену — великий магістр Зігфрід фон Фойхтванген (1303—1311)
- Білорусь
  - Вітебське князівство — Ярослав Васильович (1297—1320)
  - Турово-Пінське князівство — Семен Юрійович (кінець XIII ст. — 1320-ті рр.)
- Князь Новгородський — Михайло Ярославич (1308—1314)
- Трапезундська імперія — Олексій II Великий Комнін (1297—1330)
- Ірландія
  - Айргіалла — Бріан мак Еохада (1283—1311)
  - Десмонд — Доног Каррхайн Мак Карті (1306—1310); Діармайт Оге Мак Карті (1310—1326)
  - Тір Еогайн — Домналл мак Бріан О'Нейлл (1295—1325)
  - Томонд — король Доннхад мак Тойрделбах О'Бріан (1306—1311)
- Італія
  - Арборейський юдикат — Маріано III (1304—1321)
  - Венеційська республіка — дож П'єтро Граденіго (1289—1311)
  - Мантуя — капітано-дель-пополо Рінальдо Бонакольсі (1309—1328)
  - Маркграфство Монферрат — Теодор I (1305/1306-1338)
  - Неаполітанське королівство — Роберт (1309—1343)
  - Салуццо (маркграфство) — Манфред IV (1296—1334)
  - Королівство Сицилія — Фредерік II (1296—1337)
  - Князівство Таранто — Філіп I Тарентський (1294—1332)
  - Принц-єпископство Тренто — Енріко ді Мец (1310—1336)
  - Урбіно (герцогство) — Федеріко I да Монтефельтро (1298—1322)
  - Феррарська сеньйорія — Альдобрандіно II д'Есте (1308—1326)
  - Маркграфство Фінале — Антоніо дель Карретто (1265/1268-1313)
- Кавказ
  - Грузинське царство — Костянтин I (1293—1327)
  - Самцхе-Саатабаго — Саргіс II Джакелі (1306—1334)
- Велике князівство Литовське — Витень (1295—1315)
- Німеччина
  - Герцогство Австрія — Леопольд I (1308—1326)
  - Князівство Ангальт — Ангальт-Ашерслебен — Оттон ІІ (1304/1305—1315); Ангальт-Бернбург — Бернгард II (1287—1323); Ангальт-Цербст (князівство) — Альберт I (1298—1316)
  - Герцогство Баварія — Рудольф I (1294—1317) і Людовик IV (1294—1347)
  - Баденське маркграфство — Фрідріх II (1291—1333) і Рудольф IV (1291—1348)
  - Берг (герцогство) — Адольф VI (1308—1348)
  - Берхтесгаден (пробство) — Ебернхард Сакс фон Саксенау (1306—1316)
  - Маркграфство Бранденбург — Йоган V (1308—1317)
  - Герцогство Брауншвейг-Люнебург — Оттон М'який (1277—1330)
  - Принц-єпископство Бріксен — Йоганн фон Шлакенверт (1306—1322)
  - Верле (сеньйорія) — Ніколаус II (1307—1316)
  - Графство Вюртемберг — граф Ебергард I (1279—1325)
  - Вюрцбург (принц-єпископство) — Андреас фон Гундельфінген (1303—1313)
  - Гессен (ландграфство) — Йоганн (1308—1311)
  - Геттінген (князівство) — Альбрехт II (1286—1318)
  - Принц-єпископство Гільдесгайм — Зігфрід II Кверфуртський (1279—1310); Генріх фон Вольденберг (1310—1318)
  - Гольштейн-Піннеберг — Адольф VI (1290—1315)
  - Гоя (графство) (Grafschaft Hoya) — Герхард II (1290—1313)
  - Архієпископ Зальцбургу — Конрад IV Фонсдорфський (1291—1312)
  - Каммін (єпископство) — Генріх (1300—1317)
  - Герцогство Каринтія — Оттон III (1295—1310); Генріх Хорутанський (1310—1335)
  - Кельнське курфюрство — Генріх II фон Фірнебург (1304—1332)
  - Кенігсегг (Königsegg) — Йоганн (1300 — ?друга половина 14 століття)
  - Клеве (герцогство) — Отто (1305—1310); Дітріх VIII (1310—1347)
  - Констанц (князівство-єпископство) — Герхард (1307—1318)
  - Курпфальц — Рудольф I (1294—1317)
  - Ландсберг — Генріх I (1291—1318)
  - Ліппе-Детмольд — Симон I (1273—1344)
  - Лужицька марка — Вальдемар (1309—1319)
  - Любекське князівство-єпископство — Буркхард фон Серкем (1276—1317)
  - Люнебург (князівство) — Оттон II (1277—1330)
  - Архієпископ Майнца Петер фон Ашпельт (1306—1320)
  - Марк (графство) — Енгельберт II (1308—1328)
  - Маркграфство Мейсен — Фрідріх I (1293—1321)
  - Нюрнберг (бургграфство) — Фрідріх IV (1300—1332)
  - Графство Ольденбург — Йоганн II (1285—1315)
  - Падерборнське князівство-єпископство — Гюнтер I фон Шваленберг (1307—1310); Дітріх II фон Іттер (1310—1321)
  - Герцогство Померанія — Вартислав IV (1309—1326)
  - Равенсберг (графство) — Оттон IV (1306—1328)
  - графство Рітберг — Конрад II (1282—1313)
  - Князівство Руян — Віслав III (1302—1325)
  - Герцогство Саксен-Віттенберг — Рудольф I (1298—1356)
  - Саксен-Лауенбург — Іоганн II (1305—1310/1322)
  - граф Тиролю — Оттон III (1304? — 1310); Генріх Хорутанський (1310—1335)
  - Фельденц (графство) — Георг I (1298—1347)
  - Хахберг-Заузенберг — Рудольф I (1306—1312)
  - Герцогство Швабія — Йоган Швабський Парріціда (1290—1313)
  - Шверін (графство) — Генріх III (1295/1296-1344)
  - Герцогство Штирія — Леопольд I (1308—1326)
- Піренейський півострів
  - Королівство Арагон — Хайме II (1291—1327)
  - Королівство Леон — Фернандо IV (1295—1312)
  - Майорканське королівство — Хайме II (друге правління; 1295—1311)
  - Королівство Португалія — король Дініш (1279—1325)
  - Королівство Наварра — Людовик X Сварливий (1305—1316)
  - Гранадський емірат — Наср (1309—1314)
- Польща — Вацлав III (1305—1306); Владислав I Локетек (1306—1333)
  - Битомське князівство — Казимир II Битомський (1284—1312)
  - Варшавське князівство (середньовічне) — Земовит II (1310—1313)
  - Глогувське князівство — Матильда Брауншвейг-Люнебурзька (1309—1318)
  - Добжинське князівство — Земовит Добжинський (1305—1312)
  - Герцогство Заган — Генріх IV Вірний (1309—1342)
  - Іновроцлавське князівство — Казимир III Гнєвковський (1287—1314)
  - Бжесть-Куявське князівство — Владислав I Локетек (1305—1332)
  - Каліське князівство — Генріх IV Вірний (1309—1312)
  - Козленське князівство — Владислав Битомський (1303—1334)
  - Ленчицьке князівство — Владислав I Локетек (1305—1327)
  - Львувецьке князівство — Генріх I Яворський (1301—1346)
  - Опавське князівство — Болеслав III Розпусник (1308—1311)
  - Плоцьке князівство — Болеслав II Мазовецький (1275—1294; 1294—1313)
  - Сандомирське князівство — Владислав I Локетек (1304—1320)
  - Свідницьке князівство — Генріх I Яворський (1301—1312)
  - Сілезьке князівство — Генріх VI Добрий (1296—1335)
  - Сцинавське князівство — Генріх IV Вірний (1309—1317)
  - Вроцлавське князівство — Болеслав III Розпусник (1296—1311)
  - Легницьке князівство — Генріх VI Добрий (1296—1311)
  - Опольське князівство — Болеслав I Опольський (1282—1313)
  - Померанія-Щецін — Оттон I (1295—1334)
  - Ратиборське князівство — Лешек Ратиборський (1306—1336)
  - Тешинське герцогство — Мешко I Тешинський (1290—1314)
  - Тошецьке князівство — Болеслав Тошецький (1303—1328)
  - Серадзьке князівство — Владислав I Локетек (1305—1327)
  - Черське князівство — Болеслав II Мазовецький (1295?—1310); Тройден I (1310—1341)
  - Яворське князівство — Бернард Свідницький (1301—1326)
- Білозерське князівство — Федір Михайлович (1293—1314)
- Брянське князівство — Святослав Глібович (1309—1310); Василь Михайлович (1310—1314)
- Велике князівство Владимирське — Михайло Ярославич (1304—1318)
- Велике князівство Московське — Юрій Данилович (1303—1325)
- Ростовське князівство — Василь Костянтинович (1307—1316)
- Велике князівство Рязанське — Іван Ярославич (1308—1327)
- Смоленське князівство — Олександр Глібович (1297—1313)
- Стародубське князівство (Північно-Східна Русь) — Іван Михайлович Калістрат (1281—1315)
  - Велике князівство Тверське — Михайло Ярославич (1282/1286-1318)
- Углицьке князівство — Юрій Олександрович (1302 — 1320)
- Ярославське князівство — Давид Федорович і Костянтин Федорович (спільно; 1299—1321)
- Скандинавія
  - король Данії — Ерік VI (1286—1319)
  - Король Норвегії Гокон V Маґнуссон (1299—1319)
  - Швеція — Біргер Магнуссон (1290—1319)
- Угорське князівство — король Карл I Роберт (1308—1342)
- Україна — Київський князь — Володимир-Іван Іванович (перша чверть 14 століття)
  - Волинське князівство — Андрій II та Лев II (1308—1323)
  - Галицько-Волинське князівство — Юрій Львович (1301—1315)
  - Луцьке князівство — Лев Юрійович (1308—1323)
  - Чернігівське князівство — Святослав Глібович (1309—1310); Василь Михайлович (1310—1314)
  - Кримський улус — Тулен-Тимур (1298—1341)
  - Список консулів Генуезької Ґазарії — Поліно Дорія (1289? — 1316?)
- Королівство Франція — Філіпп IV Вродливий (1285—1314)
  - Герцогство Аквітанія — Едуард II (1306—1325)
  - Арелатське королівство — пфальцграф — Іоанна II (1303—1330) та Філіпп II (1303—1322)
  - Герцогство Бар — Едуард I (1302—1336)
  - Брабант (герцогство) — Жан II (1294—1312)
  - Графство Булонь — Робер VI Овернський (1280—1314)
  - Бретонське герцогство — Артур II (1305—1312)
  - Гельдерн (графство) — Рейнальд I (1271—1318)
  - Голландія — Вільгельм I (1304—1337)
  - Ено (графство) — Вільгельм I (1304—1337)
  - Графство Ла Марш — перерва до 1314
  - Люксембург (графство) — Генріх VII (1288—1313)
  - Льєзьке єпископство — Тібо де Бар (1303—1312)
  - Графство Мен — Карл III де Валуа (1290—1325)
  - Монбельяр (графство) — Рено Бургундський (1283—1322)
  - Монпельє (сеньйорія) — Хайме II (1276—1311)
  - Намюр (графство) — Жан I (1298—1330)
  - Оранж (князівство) — Бертран II (1282—1314)
  - Родез (графство) — Сесіль де Родез (1292—1319)
  - Савойське графство — Амадей V (1285—1323)
  - Урхельське графство — Ерменгол X (1268—1314)
  - Фландрія — Роберт III (1305—1322)
  - Графство Фуа — Гастон I де Фуа (1302—1315)
- Король Богемії (Чехія) — Генріх Хорутанський (1306—1310); Ян I Сліпий (1310—1346)
- Шотландія
  - Король Шотландії — Роберт I Брюс (1306—1329)
- Святий Престол; Папська держава — папа римський — Климент V (1305—1314)
- Вселенський патріарх — Іоанн XII (1294—1308/1310); Ніфонт I (1310—1314)

## Азія
- Візантійська імперія — Андронік II Палеолог (1282—1328)
- Трапезундська імперія — Олексій II Великий Комнін (1297—1330)
- Близький Схід
  - Кілікійське царство — Ошин (1308—1320)
  - Сеньйорія Фокеї — Бенедетто II Дзаккарія (1304—1314)
  - Артукіди — правитель Мардіна Газі II Наджм ад-дін (1294—1312)
  - Мамелюцький султанат — Мухаммад I ан-Насір (1309—1340)
  - Айдиногуллари — Мехмед-бей Айдиноглу (1308—1334)
  - Алайє (бейлик) (Alâiye Beyliği) — Юсуф-бей (1300/1308-1333/1334)
  - Герміяногулари — Якуб-бей Герміяноглу (1300—1340)
  - Ешрефогуллари (Eşrefoğulları Beyliği) — Мехмед-бей Ешрефоглу (1302- після 1320)
  - Інанчогуллари — Інанч (1296—1334/1336)
  - Кандар (династія) — Сулейман-бей I Джандар (1309—1341)
  - Ментешеогуллари — Месуд (1295 — до 1319)
  - Перванеогуллари — Гази Челебі (1300—1322/1330)
  - Саруханогуллари — Сарухан-бей (1300/1313 — до 1346)
  - Сахіб-Атаогуллари — Нусретеддевле Ахмед (1287—1341)
  - Хамідогуллари — Хамід-бей (1291/1300—1313/1314)
  - Караманіди — Яхші-хан (1308—1317)
  - Османська імперія — Осман I (1299—1324)
  - Шаріфат Мекки — Румайта ібн Абу Нумай (1301—1346) і Хумайда ібн Абу Нумай (1301—1320)
  - Румський султанат — Килич-Арслан V (1308/1310-1318)
  - Зіяриди — Нізарі — Гіяс ад-Дін (1307—1329)
  - Емірат Хасанкейф (Emirate of Hasankeyf) — аль-Малік ас-Саліх Наджм ад-Дін Айюб II (?–1324/1325)
  - Держава Ширваншахів — Кейкабус (1294—1317)
- Расуліди — Аль-Муайяд Дауд (1296—1322)
- Індія і Шрі-Ланка
  - Ахом — Секаангфа (1293—1322)
  - Бенгальський султанат — Шамс ад-дін Фіруз-шах (1301—1322)
  - Східні Ганги — Бхану Дева II (1306—1328)
  - Делійський султанат — Династія Хілджі — Алауддін Хілджі (1296—1316)
  - Джайпур (князівство) — Кантал II (1276—1317)
  - Джайсалмер (князівство) — Гарсі Сінгх (1306—1335)
  - Джодхпур (князівство) — Райпал (1309—1313)
  - Чандела — магараджахіраджа Джеджа-Бхукті Хамміраварман (1288—1311)
  - Династія Какатіїв — Пратапарудра II (1289—1323)
  - Династія Карнат — Гарісімхадева (1295—1324)
  - самраат Кашмірської держави (Династія Лохара) — Сухадева (1301—1320)
  - Династія Малла — Анантамалла (1274—1310); Джаянандадзева (1310—1320)
  - Держава Пандья — Віра Пандья IV (1308—1345) і Сундара Пандья IV (1308—1327)
  - Джафна (держава) — Вародая Цінкаярян (1302—1325)
  - Династія Сеунів — Рамачандра (1271—1311)
  - Держава Хойсалів — Віра Балала III (1292—1342)
- Індонезія; Південно-Східна Азія
  - Гантаваді — Бінья Хон (1307—1311)
  - Дайв'єт — Чан Ань Тонг (1293—1314)
  - Ланна (держава) — Менграй Великий (1292—1317)
  - Лемро — Мін Хті (1279—1374)
  - магараджа Мелаю Трібхуванараджа (1286—1316)
  - Маджапагіт — Джаянагара (1309—1328)
  - М'їнсайн (держава) — Атінкхая; Язатінгян; Тхіхатху (1297—1313)
  - Сінгапура — Шрі Трі Буана (1299—1347)
  - Чампа — Сімхаварман IV (1307—1312)
  - Сукхотай (королівство) — Лертхай (1298—1323)
  - Сунда — до 1340 невідомо
  - Кедах (султанат) — Махмуд Шах I (1280—1321)
  - Пасай — Аль-Малік ат-Тахір I (1297—1326)
  - Тернатський султанат — колано Нгара Маламо (1304—1317)
- Китай; Монголія
  - Золота Орда — Токта (1291—1312)
  - ідикут Кучі — Негуріл-тегін (1276—1318)
  - Чагатайський улус — Есен-Бука (1310—1318)
  - Тибет — Санґ'єпал (1305—1314)
  - Династія Юань — Хайсан-Хулуг (1307—1311)
- Корея
  - Корьо — Чхунсон (1308—1313)
- Паганське царство — Сохніт (1297—1325)
- Персія і Середня Азія
  - Баванди — Шахріяр V (1300—1310); Шах-Кайхусров (1310—1328)
  - Ільхани — Олджейту (1304—1316)
  - Міхрабаніди — Насир ад-Дін Мухаммад (1261—1318)
  - Улус Орда-Іхена — Саси-Бука (1309—1320/1321)
  - Улус Шибана — Джучі-Бука (1280—1310); Бадакул-оглан (1310—?)
  - улус Чимтая — Ільбасар (1294—1313)
- Кхмерська імперія — Індраджаяварман (1308—1327)
- Накхонситхаммарат (держава) — до 1375 імена наразі невідомі
- Японія — Імператор Ханадзоно (1308—1318)

## Африка
- - аббасидський халіф Каїра Аль-Мустакфі Біллах ібн Ахмад (1302—1340)
  - Варсангалі (султанат) — гараад Дхідін (1298—1311)
  - Імператор Ефіопії — Ведем Арад (1299—1314)
- Аль-Абваб (держава) — Каранбас (між 1292 і 1316)
- Заяніди — Абу Хамму I (1308—1318)
- Іфат — Хакуддін Умар (13??-13??)
- Кілва (султанат) — Дауд ібн Сулейман (1308—1310); Абу аль-Мавахіб (1310—1323)
- Макурія — Кудамбес (1305—1311)
- Імперія Малі — Абубакар II (1309—1312)
- Мариніди — Абу аль-Рабі Сулейман (1308—1310); Абу Саїд Усман II (1310—1331)
- Нрі — Езе Нрі Гіофо (1300—1390)
- Мамелюцький султанат — Мухаммад I ан-Насір (1309—1340)
- Хафсіди — Абу'л Бака Халід I (1309—1311)

## Південна Америка
- Королівство Куско — Майта Капак (1290—1320)
- Тескоко (держава) — ім'я невідоме (1298—1337)

## Північна Америка
- Ацкапоцалько — Матлакоатль (? — ?)
- Маяпанська ліга — Цооц Коком II (1306—1318)
- Імперія Пурепеча — Таріакурі (1300—1350)